# Bashful Glen
Bashful Glen è un cortometraggio muto del 1915 diretto da John G. Adolfi.

## Produzione
Il film fu prodotto dall'Independent Moving Pictures Co. of America (IMP).

## Distribuzione
Distribuito dall'Universal Film Manufacturing Company, il film uscì nelle sale cinematografiche USA il 12 ottobre 1915.